# Macustus grisescens
Macustus grisescens är en insektsart som beskrevs av Zetterstedt 1828. Macustus grisescens ingår i släktet Macustus och familjen dvärgstritar. Arten är reproducerande i Sverige. Inga underarter finns listade i Catalogue of Life.